# Большие Арбаты (река)
Большие Арбаты́ (Большой Арбат, хак. Улуғ Арбаты) — река северо-западных отрогов Джойского хребта, правый приток р. Абакан.
Длина — 43 км, площадь водосбора — 275 км. Протекает по территории Таштыпского района. Исток расположен в Бейском районе, в 20 км южнее с. Табат. Устье — в виде узкого залива сев.-зап. с. Малые Арбаты, в 2 км ниже впадения р. Малый Арбат. Абсолютная высота истока — около 860 м, устья — около 430 м. Имеет более 20 притоков, наиболее крупные из них: ручьи Чыстыг-Казыр (8,5 км), Матрос (7 км) и Кара-Суг (3,5 км). Река горная, слабоизвилистая. Бассейн залесен. В годовом режиме выделяются периоды: весенне-летнее половодье, летне-осенние дождевые паводки, летне-осенняя и зимняя межень. Средний многолетний модуль стока составляет 12 л/с на км². Питание преимущественно снеговое. В нижней части долины реки расположено с. Большие Арбаты. Водные ресурсы используются в с.-х. и бытовых целях. Ихтиофауна: хариус, пескарь, плотва.

## Данные водного реестра
По данным государственного водного реестра России относится к Енисейскому бассейновому округу. Речной бассейн реки — Енисей, речной подбассейн реки — Енисей между слиянием Большого и Малого Енисея и впадением Ангары, водохозяйственный участок реки — Енисей от Саяно-Шушенского гидроузла до впадения реки Абакан.